# Jakub Wawrzyniak
Jakub Wawrzyniak (Kutno, Polonia, 7 de julio de 1983) es un exfutbolista internacional polaco que jugaba de defensa central o lateral izquierdo.

## Biografía
Jakub Wawrzyniak, defensa que puede actuar de lateral izquierdo o central, empezó su carrera futbolística en el Błękitni Stargard Szczeciński. Más tarde jugó en el Świt Nowy Dwór Mazowiecki, equipo con el que debuta en la Ekstraklasa, el 20 de marzo de 2004 en un partido contra el Wisła Cracovia.
En 2005 ficha por el Widzew Łódź, equipo que militaba por aquel entonces en la Druga Liga Polska (segunda división). Con este equipo consiguió subir a Primera división esa misma temporada, y la siguiente el equipo realizó un decente campeonato y consiguió mantener la categoría.
El 26 de junio de 2007 firma un contrato con el Legia Varsovia. Con este club se proclamó campeón de la Copa de Polonia en 2008. En 2009 fichó por el Panathinaikos.

### Selección nacional
Ha sido internacional con la selección de fútbol de Polonia en 49 ocasiones. Su debut como internacional se produjo el 6 de diciembre de 2006 en un partido contra Emiratos Árabes Unidos. 
Fue convocado para participar en la Eurocopa de Austria y Suiza de 2008, donde disputó el encuentro Polonia 0-1 Croacia.

## Clubes
| Club                          | País    | Año       |
| ----------------------------- | ------- | --------- |
| Sparta Brodnica               | Polonia | 2002-2003 |
| Błękitni Stargard Szczeciński | Polonia | 2003      |
| Świt Nowy Dwór Mazowiecki     | Polonia | 2004-2005 |
| Widzew Łódź                   | Polonia | 2005-2007 |
| Legia Varsovia                | Polonia | 2007-2009 |
| Panathinaikos                 | Grecia  | 2009      |
| Legia Varsovia                | Polonia | 2009-2013 |
| FC Amkar Perm                 | Rusia   | 2014      |
| Lechia Gdańsk                 | Polonia | 2015-2018 |
| GKS Katowice                  | Polonia | 2018-2019 |

## Títulos
Legia de Varsovia
- Ekstraklasa (2): 2012/13, 2013/14
- Supercopa de Polonia (1): 2008
- Copa de Polonia (4): 2008, 2011, 2012, 2013